# Emília Rovira Alegre
Emília Rovira Alegre (Reus, 1989) és una poeta, cantant, pianista i compositora catalana. Va néixer a Reus, Tarragona. Actualment resideix a Noruega. És filla del poeta Pere Rovira. Va estudiar música per a cinema i bandes sonores, cosa que la va portar a fer les bandes sonores d'alguns videojocs.
Ha tret els àlbums Contra la mort (Against Death en anglès) i Amor i ràbia, i el senzill Nadala, que pertany al seu últim àlbum.

## Biografia
Va ser una integrant de la banda EnVers, on van treure el disc Com la veu de l'aigua al 2010.
Ha cantat per a videojocs importants, ha llançat tres àlbums musicals, un curtmetratge i un llibre de poesia. És coneguda per les seves delicades i evocadores melodies de piano, la seva inquietant veu cristal·lina i les seves lletres potents.
Formada formalment com a pianista clàssica, la música d'Emília s'inspira clarament en el repertori de piano romàntic i postromàntic, l'impressionisme francès i el seu patrimoni musical català i espanyol. En una entrevista per a Enderrok va afirmar que les seves influències són Chopin i Cole Porter. També els cantautors clàssics que l'han infuenciat són Leonard Cohen, Joni Mitchell, The Beatles, Tom Waits, Dolly Parton, Georges Moustaki i Jacques Brel.

## Carrera musical amb EnVers
Emília va ser cantant i fundadora del grup EnVers, on barrejaven el folk mediterrani amb el jazz. Van treure el seu primer àlbum, Com la veu de l'aigua, l'any 2010, on fusionaven poesia i música. Amb EnVers van musicar poesia de Màrius Torres, entre d'altres.
Amb el grup EnVers va musicar poesia d'autors catalans i espanyols, molts d'ells contemporanis com Joan Margarit, Pere Rovira o Carlos Marzal, i d'altres clàssics com Bécquer o Màrius Torres. La filosofia del grup se centra en atorgar una gran importància a les lletres i en crear una atmosfera adequada per al context de cada poema.
EnVers ha actuat com a grup convidat al IV Festival Internacional de Poesia de Lleida. Van quedar tercers en el concurs de música jove Directe que organitzava la ciutat de Lleida. També van participar al festival Canto Sense Vergonya i van actuar com a grup convidat a la Desena Festa del Llibre Gegant.

### Integrants del grup
Els integrants del grup són Emília Rovira a la veu i al piano, Miquel Abella a la guitarra, Jose Ramón Madrid a la guitarra espanyola i el baix i Marc Magrí a la percussió i teclats.

## Carrera en solitari
La cantautora ha publicat dos discs en solitari i un senzill i té 46 oients mensuals a Spotify i 118 subscriptors a YouTube. La seva cançó Rei de l'Inframon, contra la violència sexual masclista, té al voltant de 3750 visualitzacions. La cançó està inspirada en el mite del rapte de Prosèrpina per part de Plutó, Déu de l'Infern. La lletra de la cançó fa referència de forma subtil a episodis concrets de violència sexual com el famós cas de la Manada. L'artista va llençar el videoclip el Dia Internacional de les Dones.

### Contra la Mort / Against Death
Va treure un àlbum el 17 de febrer del 2017 a Spotify per primer cop titulat Contra la Mort o Against Death en anglès. Ha fet l'àlbum amb el seu pare i amb l'artista Kayla Stuhr. L'àlbum consta de 19 cançons i té una duració total de 48 minuts. La cantant posa música als poemes de l'obra Contra la Mort del seu pare.
Van fer un curtmetratge acompanyant aquest disc, on se senten els poemes del seu pare recitats per ell, i produït i musicat per ella. Kayla Stuhr es va encarregar de les arts visuals.

### Nadala
El 4 de desembre de 2020 va treure un senzill anomenat Nadala. La cançó té una duració de 4:52 minuts i canta els poemes del seu pare. Parla dels presos i de les preses polítiques a Catalunya.

### Amor i ràbia
Amor i ràbia és el seu tercer disc en solitari, però el primer en el que ha escrit ella mateixa les seves lletres. Té una duració de 39:10 minuts i conté 10 cançons. Són deu històries que expressen coses com l'amor i la ràbia per la violència masclista o la crisi dels refugiats.
Una de les cançons està escrita en homenatge a Leonard Cohen. La cançó té com a nom "Hidra", una illa grega on el poeta i músic Leonard Cohen va viure durant molt de temps i on, a més, va viure una història romàntica amb una noia de nom Marianne. Ella es troba a la mateixa illa amb la companyia del seu home i la relació dels fets inspira la cantautora a explicar la seva història fent un homenatge a Cohen.

## Com a escriptora
Emília ha publicat el llibre de poesia Oslo, guanyador del XLIX Premi Joan Teixidor de Poesia. Oslo (Barcelona, Viena Edicions, 2016) és un recull d'haikus que revelen el seu interés des de fa temps per la filosofia i la poesia orientals i la seva voluntat de reinterpretar-los des d'una perspectiva occidental. El pròleg està escrit per Joan Margarit i les il·lustracions les ha fet Juan Vida.

## Als videojocs
Recentment, Emília ha posat música a dos videojocs: Lords of the Fallen i Expeditions: Viking. La cançó principal de Lords of the Fallen (Winter's Kiss, escrita per ella junt amb Knut) va ser nominada als Hollywood Music in Media Awards 2014. Emília canta Winter's Kiss i el tema Sacrifice.

## Premis i nominacions
Va guanyar el Premi Ciutat d'Olot-XLIX Joan Teixidor de Poesia a l'any 2015.
Va ser nominada als Hollywood Music in Media Awards: pel tema Winter's Kiss, cançó principal del videojoc Lords of the Fallen (2014).